# Liga Colombiana de Béisbol Profesional 1997-98
La temporada de la "Liga Colombiana de Béisbol Profesional 1997-98", oficialmente y por motivos de patrocinio llamada "Copa Cerveza Águila 1997/98", fue la 23° edición de este campeonato disputada a partir del 5 de diciembre de 1997. Un total de 5 equipos participaron en la competición de cuatro ciudades Barranquilla, Cartagena de Indias, Montería y Sincelejo. El campeón fue Caimanes de Barranquilla obteniendo su tercer título.

## Sistema de juego
Del 5 de diciembre de 1997 hasta el 5 de febrero de 1998. Finalizada la temporada regular, los cuatro primeros equipos disputaron las semifinales, enfrentándose el primero contra el cuarto y el segundo contra el tercero. Los ganadores de cada serie disputaron la final para definir al campeón de la temporada.

## Equipos participantes
| Equipo                   | Fundación | Departamento | Ciudad       | Estadio                    | Capacidad |
| Rancheros de Sincelejo   | 1987      | Sucre        | Sincelejo    | Estadio 20 de Enero        | 10 000    |
| Vaqueros de Montería     | 1984      | Córdoba      | Montería     | Estadio Dieciocho de Junio | 11 000    |
| Indios de Cartagena      | 1948      | Bolívar      | Cartagena    | Estadio Once de Noviembre  | 12 000    |
| Tigres de Cartagena      | 1996      | Bolívar      | Cartagena    | Estadio Once de Noviembre  | 12 000    |
| Caimanes de Barranquilla | 1984      | Atlántico    | Barranquilla | Estadio Tomás Arrieta      | 8 000     |

## Temporada regular
Disputada del 5 de diciembre de 1997 hasta el 20 de enero de 1998.
| Pos | Equipo                   | JG | JP | JJ | AVG.  | Dif |
| --- | ------------------------ | -- | -- | -- | ----- | --- |
| 1.  | Indios de Cartagena      | 21 | 10 | 31 | 0.677 | --- |
| 2.  | Caimanes de Barranquilla | 18 | 13 | 31 | 0.581 | 3,0 |
| 3.  | Rancheros de Sincelejo   | 17 | 14 | 31 | 0.548 | 4,0 |
| 4.  | Vaqueros de Montería     | 12 | 20 | 32 | 0.375 | 8,5 |
| 5.  | Tigres de Cartagena      | 11 | 22 | 32 | 0.343 | 9,5 |

|  | Clasificados a semifinales. |
|  | Eliminado.                  |

## Pre Play Off
Se jugó del 23 al 29 de enero de 1998.  

### Rancheros vs Caimanes
| Serie Pre Play Off LCBP de 1995/96 Rancheros de Sincelejo 2-3 Caimanes de Barranquilla |          |                         |                 |                       |       |
| Juego                                                                                  | Fecha    | Resultado               | Serie (RAN-CAI) | Estadio               | Hora  |
| 1                                                                                      | Enero 23 | Sincelejo 1; Caimanes 5 | 0–1             | Estadio Tomás Arrieta | 19:00 |
| 2                                                                                      | Enero 24 | Sincelejo 1; Caimanes 2 | 0–2             | Estadio Tomás Arrieta | 16:00 |
| 3                                                                                      | Enero 27 | Caimanes 0; Sincelejo 1 | 1–2             | Estadio 20 de Enero   |       |
| 4                                                                                      | Enero 28 | Caimanes 0; Sincelejo 2 | 2–2             | Estadio 20 de Enero   |       |
| 5                                                                                      | Enero 29 | Caimanes 8; Sincelejo 1 | 2–3             | Estadio 20 de Enero   |       |

### Vaqueros vs Indios
| Serie Pre Play Off LCBP de 1995/96 Vaqueros de Montería 1-3 Indios de Cartagena |          |                      |                 |                            |       |
| Juego                                                                           | Fecha    | Resultado            | Serie (VAQ-IND) | Estadio                    | Hora  |
| 1                                                                               | Enero 23 | Vaqueros 4; Indios 3 | 1–0             | Estadio Once de Noviembre  |       |
| 2                                                                               | Enero 24 | Vaqueros 4; Indios 3 | 1–1             | Estadio Once de Noviembre  | 16:00 |
| 3                                                                               | Enero 27 | Indios 3; Vaqueros 1 | 1–2             | Estadio Dieciocho de Junio |       |
| 4                                                                               | Enero 28 | Indios 7; Vaqueros 2 | 1–3             | Estadio Dieciocho de Junio |       |

## Play Off Final
Se disputaron 5 juegos para definir el campeón del 31 de enero al 5 de febrero de 1998.
| Serie Play Off LCBP de 1994/95 Caimanes de Barranquilla 4-1 Indios de Cartagena |           |                       |                 |                           |      |
| Juego                                                                           | Fecha     | Resultado             | Serie (CAI-IND) | Lugar                     | Hora |
| 1                                                                               | Enero 31  | Caimanes 3; Indios 4  | 1–0             | Estadio Once de Noviembre |      |
| 2                                                                               | Febrero 1 | Caimanes 15; Indios 2 | 1–1             | Estadio Once de Noviembre |      |
| 3                                                                               | Febrero 3 | Indios 5; Caimanes 6  | 2–1             | Estadio Tomás Arrieta     |      |
| 4                                                                               | Febrero 4 | Caimanes 6; Indios 5  | 3–1             | Estadio Tomás Arrieta     |      |
| 5                                                                               | Febrero 5 | Indios 2; Caimanes 3  | 4–1             | Estadio Tomás Arrieta     |      |

| Colombia                                       |
| Campeón Caimanes de Barranquilla Tercer título |

## Los mejores
| Stat                     | Jugador                                                     | Total |
| ------------------------ | ----------------------------------------------------------- | ----- |
| Porcentaje de bateo (BA) | Jolbert Cabrera (IND)                                       | .438  |
| Hits (H)                 | Jolbert Cabrera (IND)                                       | 56    |
| Carrera impulsada (RBI)  | Jolbert Cabrera (IND) Orlando Cabrera (TIG)                 | 24    |
| Carrera anotada (R)      | Jolbert Cabrera (IND)                                       | 35    |
| Dobles (2B)              | Jolbert Cabrera (IND)                                       | 15    |
| Triples (3B)             | Orlando Cabrera (TIG) Tim Howard (CAI) Silveiro Navas (RAN) | 3     |
| Home run (HR)            | Ramon Cedeño (CAI)                                          | 7     |
| Robo de base (SB)        | Orlando Cabrera (TIG)                                       | 11    |

| Stat                 | Jugador                  | Total         |
| -------------------- | ------------------------ | ------------- |
| Juegos ganados (GAN) | Jose Sanchez (CAI)       | 3W-0L (1.000) |
| Efectividad (ERA)    | Luis Escobar (Rancheros) | 1.31          |
| Ponches (SO)         | Leonardo Patiño (CAI)    | 47            |